# Horex S 2
De Horex S 2  is een motorfiets die het merk Horex produceerde van 1931 tot 1938. 

## Voorgeschiedenis
Al in 1928 was de Duitse verkeerswetgeving gewijzigd, waardoor voor motorfietsen tot 200 cc geen belasting hoefde te worden betaald en ook geen rijbewijs nodig was. Daardoor werd de 200cc-klasse belangrijk voor de motorfietsmarkt en Zündapp haakte daar onmiddellijk op in met de Zündapp Z 200. BMW aarzelde langer en Horex had tijd verloren door de ontwikkeling van een vliegtuigmotor. Pas in 1931 kwamen ze allebei op de markt met 200cc-machines, de BMW R 2 en de Horex S 2. 

## Horex S 2 (1931-1938)
Deze machine had een boring-slagverhouding van 57 x 78 mm (199 cc). De Horex leverde 9½ pk, veel meer dan de Zündapp Z 200, maar dat merk reageerde snel met nieuwe modellen, de DE 200 die 7 pk leverde en in 1933 de OK 200 met 8½ pk en asaandrijving. De BMW had ook asaandrijving, maar leverde eerst 6 pk en vanaf 1934 8 pk. Bovendien was de BMW te duur voor mensen die juist moesten bezuinigen door belasting- en rijbewijsvrij te kunnen rijden. De Horex S 2 was een kopklepper met kettingaandrijving die tot 1938 op de markt bleef en die ook vrij uitgebreid toegerust was met een toerenteller, een brandstofmeter, een achterwielstandaard, een kettingscherm en naar keuze een bagagerek of een duozadel. Dat maakte met 950 Reichsmark de Horex S 2 ook vrij duur. In 1931 was dat nog geen groot probleem, maar in 1933 bracht NSU NSU haar OSL 200 uit voor slechts 800 Reichsmark. Daardoor daalden de Horex-verkoopaantallen van 850 in het eerste jaar naar minder dan 150, terwijl NSU 1.100 OSL's verkocht.